# Jucancistrocerus pareumeniformis
Jucancistrocerus pareumeniformis är en stekelart som beskrevs av Giordani Soika 1973. Jucancistrocerus pareumeniformis ingår i släktet Jucancistrocerus och familjen Eumenidae. Inga underarter finns listade i Catalogue of Life.